# Джудит Резник
Джудит Арлийн Резник (на английски: Judith Arlene Resnik) (5 април 1949 – 28 януари 1986 г.) e американска астронавтка, втората американска жена и общо четвърта в света, летяла в космоса. Участник в два космически полета, загинала при катастрофата на космическата совалка Чалънджър, мисия STS-51-L.

## Образование
Джудит Резник завършва частната гимназия Hebrew school. През 1970 г. завършва университета в Питсбърг, Пенсилвания с бакалавърска степен по електроинженерство. През 1977 г. става доктор по електроинженерство в университета на Мериленд.

## Служба в НАСА
Избрана е за астронавт от НАСА през юни 1978 година. След приключване на общия курс на обучение е включена в летателните графици на новата космическа програма на САЩ Спейс шатъл.

## Полети
Резник лети в космоса като член на екипажа на 2 мисии:
| Космически полети на Джудит Арлийн Резник                            | Космически полети на Джудит Арлийн Резник | Космически полети на Джудит Арлийн Резник | Космически полети на Джудит Арлийн Резник | Космически полети на Джудит Арлийн Резник | Космически полети на Джудит Арлийн Резник | Космически полети на Джудит Арлийн Резник |
| №                                                                    | Дата                                      | КК                                        | Емблема на мисията                        | Функции                                   | Продължителност                           |                                           |
| -------------------------------------------------------------------- | ----------------------------------------- | ----------------------------------------- | ----------------------------------------- | ----------------------------------------- | ----------------------------------------- | ----------------------------------------- |
| 1                                                                    | 30 август 1984                            | „Дискавъри“, мисия STS-41D                |                                           | Специалист на мисията                     | 6 денонощия 00 часа 56 мин 04 сек.        |                                           |
| 2                                                                    | 28 януари 1986                            | „Чалънджър“, мисия STS-51L                |                                           | Специалист на мисията                     | 1 мин. 13 сек.                            |                                           |
| Сумарно време в космоса – 6 денонощия 00 часа 57 минути и 17 секунди |                                           |                                           |                                           |                                           |                                           |                                           |

По време на втората мисия совалката „Чалънджър“ се взривява 73 сек. след старта. Джудит Резник загива на възраст 36 г. заедно с останалите шест стронавти от 7-членния екипаж на космическия кораб. Тя е втората американка и третата жена в света с 2 космически полета.

## Награди
- На 23 юли 2004 г., Джудит Резник е наградена (посмъртно) от Конгреса на САЩ с Космически медал на честта – най-високото гражданско отличие за изключителни заслуги в областта на аерокосмическите изследвания.